# Francisco Forteza
Francisco Forteza (Salto, 1892 - Montevideo, 1967) fue un político y médico uruguayo, perteneciente al Partido Colorado.
Graduado como médico, militó desde su juventud en filas coloradas. En 1926 fue elegido diputado, siendo reelecto tres años más tarde. En 1932 fue designado miembro de la Corte Electoral. Al año siguiente, al producirse el golpe de Estado de Gabriel Terra, fue cesado en su cargo y perseguido, siendo finalmente expulsado a la Argentina.
En las elecciones de 1942 obtuvo una banca de senador. En los años siguientes ocupó los Ministerios de Salud Pública (1945-1946) de Instrucción Pública (1947) y de Defensa Nacional (1947-1951). En 1951 volvió a asumir una banca como senador.
Al año siguiente, el Parlamento lo eligió para ocupar un puesto en el primer Consejo Nacional de Gobierno, que completó los tres años que le restaban al mandato del presidente Andrés Martínez Trueba, hasta el 28 de febrero de 1955. En ese año fue designado para el que fue su último cargo público, la presidencia del estatal Banco de la República Oriental del Uruguay (BROU), la que ocupó durante dos años, hasta 1957.
Su hijo, también llamado Francisco, fue también ministro y legislador.
- Datos: Q5483384
- Multimedia: Francisco Forteza / Q5483384